# Kuhajärvi (sjö i Södra Savolax, lat 61,95, long 28,98)
Kuhajärvi är en sjö i Finland. Den ligger i kommunen Nyslott i landskapet Södra Savolax, i den sydöstra delen av landet, 290 km nordost om huvudstaden Helsingfors. Kuhajärvi ligger 83,4 meter över havet. I omgivningarna runt Kuhajärvi växer i huvudsak blandskog. Arean är 3,58 kvadratkilometer och strandlinjen är 34,95 kilometer lång. Sjön  ingår i Vuoksens huvudavrinningsområde. 